# ISO 3166-2:QA
ISO 3166-2:QA è uno standard ISO che definisce i codici geografici del Qatar ed è un sottogruppo del codice ISO 3166-2.
Tali codici sono stati assegnati alle otto municipalità del paese e sono formati dalla sigla QA-, seguita da due lettere.

## Codici attuali
I nomi delle suddivisioni sono elencati come nello standard ISO 3166-2 pubblicato dalla ISO 3166 Maintenance Agency (ISO 3166/MA).
| Codice | Municipalità       |
| ------ | ------------------ |
| QA-DA  | Ad Dawhah          |
| QA-ZA  | Al Daayen          |
| QA-KH  | Al Khawr           |
| QA-WA  | Al Wakrah          |
| QA-SH  | Al-Shahaniya       |
| QA-RA  | Ar Rayyan          |
| QA-MS  | Madinat ash Shamal |
| QA-US  | Umm Salal          |

## Modifiche
Le seguenti modifiche al sottogruppo sono state annunciate nella newsletter ISO 3166/MA dopo la prima pubblicazione dello standard ISO 3166-2 nel 1998:
| Newsletter      | Data                             | Descrizione della modifica nella newsletter | Modifica del codice/suddivisione                                                                                                 |
| --------------- | -------------------------------- | --- | --- |
| Newsletter II-3 | 2011-12-13 (corretto 2011-12-15) | Aggiornamento dovuto all'aggiunta di nomi nella lingua ufficiale e ad un cambiamento della struttura amministrativa e della fonte della lista. | Suddivisioni aggiunte: QA-ZA Az̧ Za̧`āyin Suddivisioni eliminate: QA-GH Al Ghuwayrīyah QA-JU Al Jumaylīyah QA-JB Jarīyān al Bāţnah |